# Agastache
Agastache es un género de plantas con flores perteneciente a la familia Lamiaceae.

## Descripción
Es una planta herbácea perenne que alcanza de 30 cm a 4 m según la especie. Las hojas son simples, pecioladas con los bordes dentados de color verde-grisáceo, opuestas a pares y desprendiendo un olor perfumado (anís, regaliz, menta, bergamota).

## Taxonomía
El género fue descrito por Johan Frederik Gronovius y publicado en Flora Virginica 88. 1762. La especie tipo es: Agastache scrophulariifolia (Willd.) Kuntze
Etimología
Agastache: nombre genérico que deriva de las palabras griegas: agan =  "mucho" y stachys =  "una mazorca de maíz o de trigo" que tienen muchos picos.

## Especies aceptadas
A continuación se brinda un listado de las especies del género Agastache aceptadas hasta septiembre de 2014, ordenadas alfabéticamente. Para cada una se indica el nombre binomial seguido del autor, abreviado según las convenciones y usos.	
- Agastache aurantiaca (A.Gray) Lint & Epling
- Agastache breviflora (A.Gray) Epling
- Agastache cana (Hook.) Wooton & Standl.
- Agastache coccinea (Greene) Lint & Epling
- Agastache cusickii (Greenm.) A.Heller
- Agastache eplingiana R.W.Sanders
- Agastache foeniculum (Pursh) Kuntze
- Agastache mearnsii Wooton & Standl.
- Agastache mexicana (Kunth) Lint & Epling
- Agastache micrantha (A.Gray) Wooton & Standl.
- Agastache nepetoides (L.) Kuntze
- Agastache occidentalis (Piper) A.Heller
- Agastache pallida (Lindl.) Cory
- Agastache pallidiflora (A.Heller) Rydb.
- Agastache palmeri (B.L.Rob.) Standl.
- Agastache parvifolia Eastw.
- Agastache pringlei (Briq.) Lint & Epling
- Agastache rugosa (Fisch. & C.A.Mey.) Kuntze
- Agastache rupestris (Greene) Standl.
- Agastache scrophulariifolia (Willd.) Kuntze
- Agastache urticifolia (Benth.) Kuntze –
- Agastache wrightii (Greenm.) Wooton & Standl.